# 公転周期
公転周期（こうてんしゅうき、英語: orbital period）とは、ある天体（母天体）の周囲を公転する天体が、母天体を1公転するのに要する時間のこと。日本語では軌道周期とも呼ばれる。
太陽の周囲を公転する天体や月の場合、目的によって以下のように定義の異なるいくつかの周期が用いられる。

## 恒星周期と会合周期
惑星の恒星周期と会合周期の関係式はニコラウス・コペルニクスによって導かれた。
ここで以下の各記号を用いる。
E = 地球の恒星周期（恒星年）
P = 惑星の恒星周期
S = 惑星と地球との会合周期
円軌道を仮定すると、会合周期 S の間に地球は (360/E)S 度、惑星は (360/P)S 度だけ公転する。
ここでまず内惑星について考えると、地球から見て内合の位置にいる内惑星が再び内合の位置に戻るまでに、内惑星は地球よりも1周多く公転する。
{\displaystyle {\frac {S}{P}}360^{\circ }={\frac {S}{E}}360^{\circ }+360^{\circ }}
よってこの式から、惑星の恒星周期 P は以下のように求められる。
{\displaystyle P={\frac {1}{{\frac {1}{E}}+{\frac {1}{S}}}}}
同様にして外惑星の恒星周期は以下のようになる。
{\displaystyle P={\frac {1}{{\frac {1}{E}}-{\frac {1}{S}}}}}
この式は地球と惑星の公転角速度を考えると容易に理解できる。惑星の見かけの角速度はその惑星の真の（恒星に対する）角速度から地球の角速度を引いた値となる。よって惑星の会合周期は単に1公転（360度）を見かけの角速度で割った値になる。
太陽系の主要な天体の地球に対する会合周期は以下の通りである。
|        | 恒星周期（年） | 会合周期（年） | 会合周期（日） |
| 水星   | 0.241          | 0.317          | 115.9          |
| 金星   | 0.615          | 1.599          | 583.9          |
| 地球   | 1              | —              | —              |
| 月     | 0.0748         | 0.0809         | 29.5306        |
| 火星   | 1.881          | 2.135          | 780.0          |
| ケレス | 4.600          | 1.278          | 466.7          |
| 木星   | 11.87          | 1.092          | 398.9          |
| 土星   | 29.45          | 1.035          | 378.1          |
| 天王星 | 84.07          | 1.012          | 369.7          |
| 海王星 | 164.9          | 1.006          | 367.5          |
| 冥王星 | 248.1          | 1.004          | 366.7          |
惑星の衛星の場合、会合周期は通常は太陽との会合の周期を意味する。すなわち、惑星上の観測者から見てその衛星が朔望の1周期を完了し、太陽と同じ離角の位置に再び戻るまでの時間を指す。よって惑星の衛星の会合周期には地球の運動は関係しない。たとえば火星の衛星ダイモスの会合周期は 1.2648 日で、恒星周期 1.2624 日よりも 0.18% ほど長い。

## 計算

### 小天体の公転周期
天体力学では、中心天体の周囲を円軌道または楕円軌道を描いて公転する微小天体の公転周期 {\displaystyle T\,} は、微小天体の質量が中心天体に比べて十分小さい場合には
{\displaystyle T=2\pi {\sqrt {a^{3}/GM}}}
と表される。ここで、
- {\displaystyle a\,} は軌道長半径、
- {\displaystyle G\,} は万有引力定数、
- {\displaystyle M\,} は中心天体の質量

である。
この式から、軌道長半径が等しい円・楕円軌道はその離心率によらず同じ公転周期を持つことが分かる。
地球（または地球と平均密度が等しい任意の球対称の天体）の周囲を公転する小天体の公転周期は、
{\displaystyle T=1.4{\sqrt {(a/R)^{3}}}}
となる。同様に、中心天体の密度が水と等しい場合の公転周期は、
{\displaystyle T=3.3{\sqrt {(a/R)^{3}}}}
となる。ここで T の単位は時間で、R は中心天体の半径である。
このように、万有引力定数 G のような非常に小さな定数を用いる代わりに、水のような基準となる物質を用いることで重力の普遍的な強さを表すことができる。密度が水に等しい物質からなる球形の中心天体の表面近くを公転する小天体の公転周期は3時間18分となる。また逆に、この関係式は普遍的な時間の単位の一種として用いることもできる。
中心天体が太陽の場合、その周囲を公転する天体の公転周期は単純に
{\displaystyle T={\sqrt {a^{3}}}}
と表される。ここで T の単位は年、a の単位は天文単位である。この式はケプラーの第三法則にほかならない。

### 二体問題の公転周期
互いに質量を無視できない二天体の公転周期 {\displaystyle P\,} は以下のように計算される。
{\displaystyle P=2\pi {\sqrt {\frac {a^{3}}{G\left(M_{1}+M_{2}\right)}}}}
ここで、
- {\displaystyle a\,} は両天体の軌道長半径の和、または（一方の天体の中心に固定した座標系で見た場合の）もう一方の天体の軌道長半径である。互いに円軌道を描いている場合には常に一定の天体間距離に相当する。
- {\displaystyle M_{1}\,} と {\displaystyle M_{2}\,} は両天体の質量、
- {\displaystyle G\,} は万有引力定数

である。この式から分かるように、両天体の密度が同じならば系の大きさをスケーリングしても公転周期は変わらない。
放物線軌道や双曲線軌道の場合には軌道運動は周期的にならず、軌道全体を運動するのに要する時間は無限大となる。